# Acyphoderes yucateca
Acyphoderes yucateca là một loài bọ cánh cứng trong họ Cerambycidae.